# Piotr Eropkine
Piotr Mikhaïlovitch Eropkine (en russe : Пётр Миха́йлович Еропки́н), né vers 1689 et mort le 27 juin 1740 (8 juillet dans le calendrier grégorien) à Saint-Pétersbourg, est un architecte russe, président de la Commission des constructions de Saint-Pétersbourg, auteur du premier plan général de Saint-Pétersbourg ; il a élaboré les projets de plan et de construction des districts centraux de la ville et a fixé les trois principales artères de la ville puis a défini les axes de développement à utiliser.

## Biographie
De 1716 à 1724, Eropkine étudie en Italie. Au printemps 1724, il reçoit de Pierre Ier le Grand une commande pour la conception de son palais royal de Preobrajenskoe (village de Moscou) et c'est le début de son activité architecturale.
De 1726 à 1728, Eropkine supervise la construction de différents bâtiments à Strelna et Peterhof, selon des plans de Mikhaïl Zemtsov comme la salle des assemblées et les locaux du Palais Monplaisir. En 1726, il devient membre de la commission d'inspection du chatior de la cathédrale du monastère de la Nouvelle Jérusalem. À la fin des années 1720, il participe à la création d'un ensemble architectural à Lefortovo. En septembre 1730, Eropkine est chargé d'expertiser la cathédrale de la Dormition de Moscou, au Kremlin, qui est délabrée. Eropkine est architecte en chef du bureau de la police de Saint-Pétersbourg de 1732 à 1735. En 1737, il devient architecte en chef de la commission des constructions de Saint-Pétersbourg. Il dirige aussi la création du premier traité russe d'architecture : Fonction de l'entreprise architecturale (1737—1741), dans lequel sont traduits en russe plusieurs chapitres du Traité en italien Les Quatre Livres de l'architecture d'Andrea Palladio (1737—1740).
Pierre Ier le Grand a demandé à Eropkine de concevoir un projet pour le Monastère Saint-Alexandre-Nevski. Mais du fait de la mort de l'empereur en 1725 cela n'a pas été réalisé.
Plus tard, Eropkine est encore l'architecte de l'église Sainte-Anne de Saint-Pétersbourg (Rue Kirotchnaïa, 8) (1735—1740), et aussi d'une série de maisons au Quai des Anglais (dont celle du comte S. A. Saltykov (1733), celle de A. L. Narychkine, etc.), les palais d'Artemi Volynski (en) (1731—1736) à la rue Rojdestvenka à Moscou. Durant l'hiver 1739-1740, il est chargé de concevoir la Maison de glace de Saint-Pétersbourg.
En 1740, avec le cercle d'Artemi Volynski, il s'oppose aux partisans du régent Ernst Johann von Biron et est condamné et exécuté le 27 juin de la même année. Après l'accession au trône d'Élisabeth Petrovna, l'affaire Volynski prend fin et beaucoup des membres du cercle encore vivants sont remis en fonction et parmi ceux-ci l'assistant d'Eropkine, Ivan Blank (ru), revient de l'exil auquel il avait été condamné.